# Асебо (Касерес)
Асебо (ісп. Acebo) — муніципалітет в Іспанії, у складі автономної спільноти Естремадура, у провінції Касерес. Населення — 674 особи (2010).
Муніципалітет розташований на відстані близько 260 км на захід від Мадрида, 85 км на північ від Касереса.

## Демографія
Динаміка населення (INE ):

## Галерея зображень

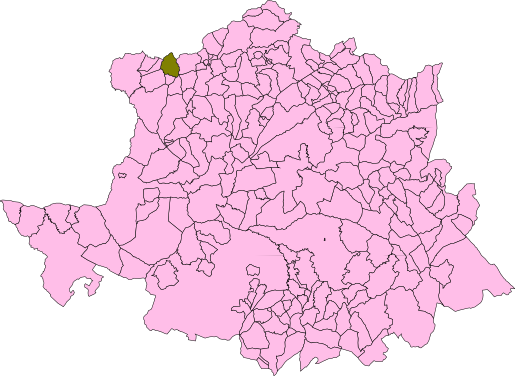
Розташування муніципалітету Асебо у провінції